# (118698) 2000 OY51
2000 أو واي 51 (ويعرف أيضًا باسم (118698) 2000 أو واي 51 وفق تسمية الكوكب الصغير) (بالإنجليزية: 2000 OY51)‏ هو كويكب ضمن حزام الكويكبات؛ وترتيبه 118698 من حيث الاكتشاف.
اكتُشف هذا الجُرم الفلكي بواسطة بريت جلادمان في 28 يوليو 2000.

## وصلات خارجية
- (118698) 2000 OY51 في قاعدة بيانات مختبر الدفع النفاث لأجرام النظام الشمسي الصغيرة

- الاكتشاف · مخطط المدار ·  العناصر المدارية · المعلمات المادية

- (118698) 2000 OY51 على موقع ويكي سكاي: DSS2, SDSS, GALEX, IRAS, Hydrogen α, X-Ray, Astrophoto, Sky Map, Articles and images